# Ливаро-Пеи-д’Ож
Ливаро-Пеи-д’Ож (фр. Livarot-Pays-d'Auge) — новая коммуна на севере Франции, регион Нормандия, департамент Кальвадос, округ Лизьё, центр кантона Ливаро-Пеи-д’Ож. Расположена в 18 км к югу от Лизьё и в 26 км от автомагистрали А28.
Население (2018) — 6254 человека.

## История
Коммуна образована 1 января 2016 года путем слияния двадцати двух коммун:
- Беллу
- Ла-Крупт
- Ле-Мениль-Бакле
- Ле-Мениль-Дюран
- Ле-Мениль-Жермен
- Ле-Мутье-Юбер
- Лез-Отель-Сен-Базиль
- Ливаро
- Мёль
- Нотр-Дам-де-Курсон
- Окенвиль
- Прео-Сен-Себастьен
- Сен-Мартен-дю-Мениль-Ури
- Сен-Мишель-де-Ливе
- Сент-Маргерит-де-Лож
- Сент-Уан-лез-У
- Серкё
- Тортизамбер
- Фамийи
- Фервак
- Шефревиль-Тоннанкур
- Эртван

Центром коммуны является Ливаро. От нее же к новой коммуне перешли почтовый индекс, код INSEE и статус центра кантона Ливаро. На картах в качестве координат Ливаро-Пеи-д’Ож указываются координаты Ливаро.

## Достопримечательности
- Шато Фервак XVI-XVII веков
- Шато Прео-Сен-Себастьен XVI-XVIII веков
- Церковь Святого Оуэна XV века в Ливаро
- Особняк де л’Иль 1912 года в Ливаро
- Церковь Святого Себастьяна XVI-XVII веков в Прео-Сен-Себастьен
- Усадьба Беллу XVI века

## Экономика
Структура занятости населения:
- сельское хозяйство — 14,0 %
- промышленность — 27,8 %
- строительство — 8,6 %
- торговля, транспорт и сфера услуг — 26,5 %
- государственные и муниципальные службы — 23,2 %

Уровень безработицы (2017) — 13,0 % (Франция в целом —  13,4 %, департамент Кальвадос — 12,5 %). 

Среднегодовой доход на 1 человека, евро (2018) — 19 330 (Франция в целом — 21 730, департамент Кальвадос — 21 490).

## Администрация
Пост мэра Ливаро-Пеи-д’Ож с 2020 года занимает Фредерик Легувернёр (Frédéric Legouverneur). На муниципальных выборах 2020 года возглавляемый им независимый список победил в 1-м туре, получив 50,25 % голосов.
| Период | Период | Фамилия             | Партия        | Примечания                                                                                                |
| ------ | ------ | ------------------- | ------------- | --- |
| 2016   | 2017   | Себастьен Леклерк   | Республиканцы | бывший мэр Ливаро, член Генерального совета и Совета департамента, депутат Национального собрания Франции |
| 2017   | 2020   | Филипп Гиймон       | Республиканцы | пенсионер                                                                                                 |
| 2020   |        | Фредерик Легувернёр | Разные правые | управленец, бывший мэр Сен-Мишель-де-Ливе                                                                 |

## Города-побратимы
- Саут Молтон, Великобритания